# Башаев, Заурбек Вахитович
Заурбек Вахитович Башаев (род. Чечня) — российский боец смешанных боевых искусств чеченского происхождения, представитель полутяжёлой весовой категории. Выступает на профессиональном уровне с 2015 года, известен по участию в турнирах престижных бойцовских организаций WFCA, ACB.

## Достижения
- Чемпион мира по панкратиону — [1]

## Статистика боев ММА
| Боёв 8          | Побед 6 | Поражений 1 |
| --------------- | ------- | ----------- |
| Нокаутом        | 2       | 1           |
| Сдачей          | 0       | 0           |
| Решением        | 4       | 0           |
| Ничьи           | 0       | 0           |
| Не состоявшихся | 1       | 1           |

| Результат | Рекорд | Соперник             | Способ                       | Турнир                                  | Дата             | Раунд | Время | Место | Примечание  |
| --------- | ------ | -------------------- | ---------------------------- | --------------------------------------- | ---------------- | ----- | ----- | ----- | ----------- |
| Победа    | 6-1    | Джексон Гонсалвеш    | Решением (единогласным)      | WFCA 48 Zhamaldaev vs. Khasbulaev 2     | 04 мая 2018      | 3     | 5:00  |       |             |
| Победа    | 5-1    | Игорь Слюсарчук      | Решением (единогласным)      | WFCA 44 Grozny Battle                   | 17 декабря 2017  | 3     | 5:00  |       |             |
| Победа    | 4-1    | Флавио Родриго Магон | Решением (единогласным)      | WFCA 42 Malyutin vs. Jacarezinho        | 27 сентября 2017 | 3     | 5:00  |       |             |
| Победа    | 3-1    | Нурлан Токтобакиев   | Техническим нокаутом (удары) | WFCA 34 Battle in Moscow                | 25 февраля 2017  | 2     | 1:19  |       |             |
| Победа    | 2-1    | Александр Занети     | Техническим нокаутом (удары) | ACB 29 - Poland                         | 6 февраля 2016   | 1     | 4:43  |       |             |
| Поражение | 1-1    | Михал Андришак       | Техническим нокаутом (удары) | ACB 19 - Grand Prix Berkut 2015 Stage 6 | 30 мая 2015      | 1     | 0:39  |       |             |
| Победа    | 1-0    | Заур Гаджибабаев     | Техническим нокаутом         | ACB 14 - Grand Prix 2015                | 28 февраля 2015  | 1     | N/A   |       | Дебют в ММА |